# Пенні (монета Великої Британії)

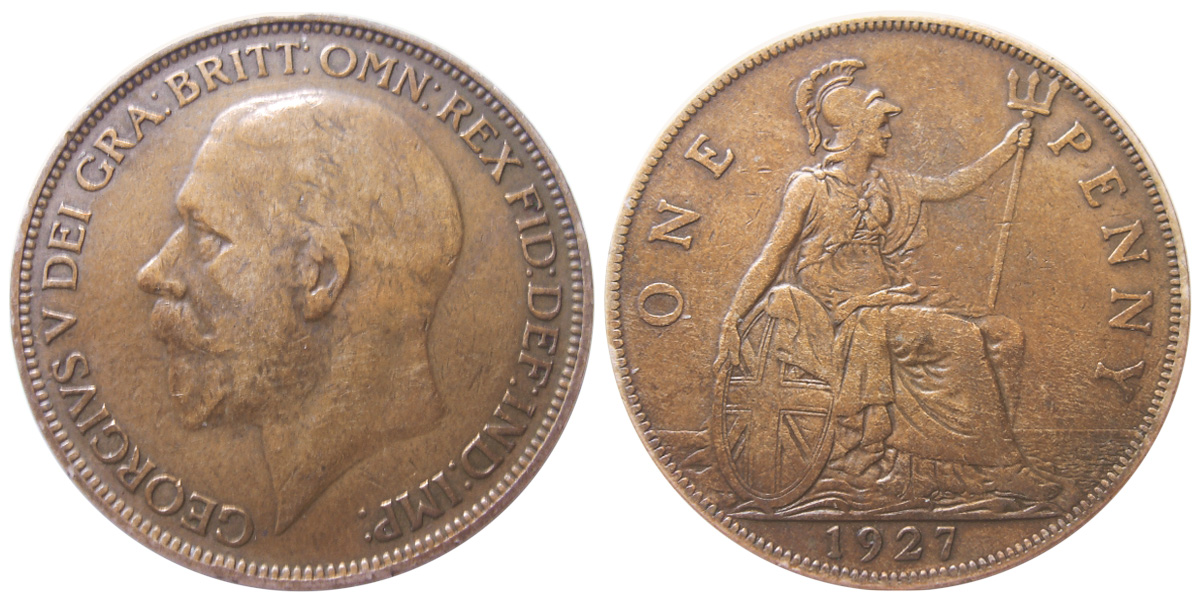
Британський пенні з портретом Георга V, 1927

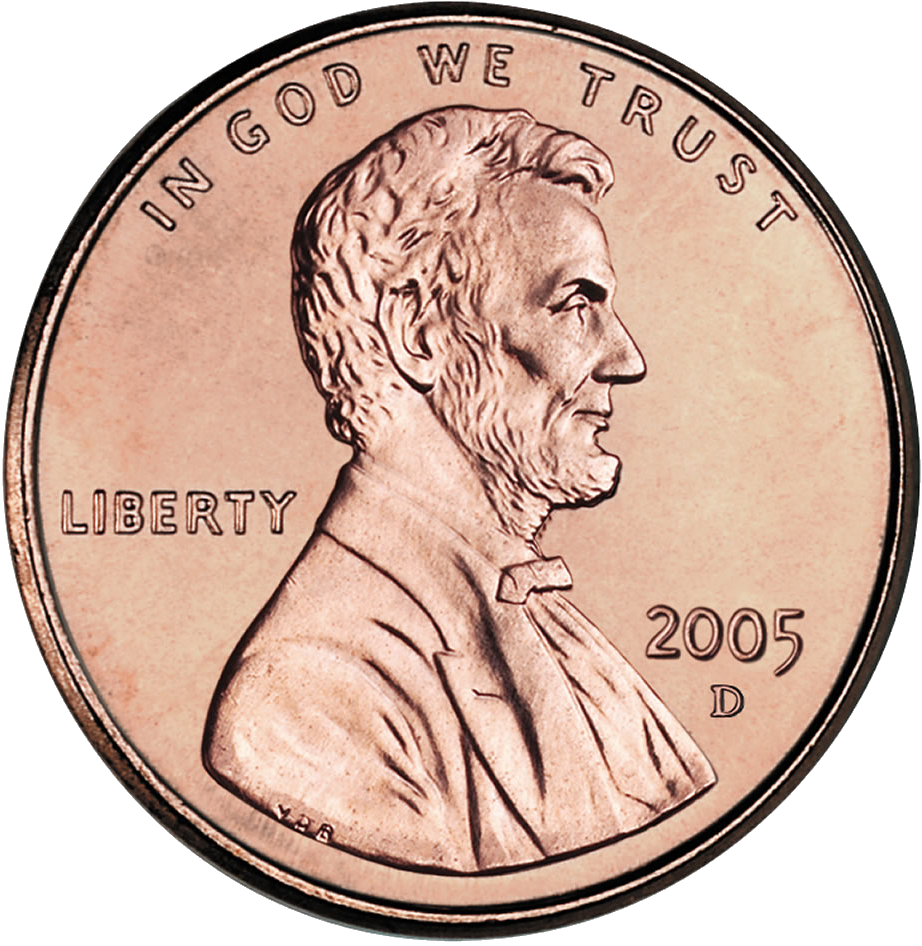
Монета в один цент зі США також відома під назвою 'пенні'.

Пенні (англ. penny, множина пенс англ. Pence, монети — англ. Pennies) — британська розмінна монета. Використовується в кількох англомовних країнах, часто є найменшим номіналом валютної системи. Назва пенні (староанглійською — pennige) має спільний корінь з назвою німецького пфеніга і скандинавського Пеннінга, українського пінязя.
Старий пенні позначався d (від латинського денарій — denarius). Сучасний пенні (після переходу на десяткову систему 1971 року) позначається p.

## Історія
Англійська срібна, а згодом мідна чи бронзова монета – денарій (d - перша буква слова «denarius»), спочатку дорівнював 1/12 шилінга та 1/240 фунта стерлінгів. Пенні був вперше випущений королем Мерсії Оффою (757-796) за зразком каролінзького денарія. На одній стороні монети був зображений портрет короля, на іншій – хрест. Діаметр монети становив спершу 17 мм, потім - 21 мм. З часів Едгара Мирного (957-975) і Етельреда Нерозумного (979-1016) пенні почав карбуватися в дуже великій кількості. Монета була в обігу не тільки в Англії, але і далеко за її межами. Вага монети становила 1,02-1,45 грама.  З 1351 року пенні перестав бути єдиною срібною монетою, оскільки з'явився гроут (4 пенси), а з 1504 року шилінг (12 пенсів). У 1625 році було викарбувано золоту монету у 240 пенсів. Золотий пенні був випущений 1257 році Генріхом III.
З плином часу вага пенні стала падати: в XV столітті - 1 грам, при Генріху VIII (1509-1547) - 0,7 грама, при Єлизаветі I (1558-1603) - 0,58 грама. Попри зниження ваги, вміст срібла в монеті залишався високим. З кінця XVII століття почався випуск мідних пенні, пів пенні та фартингів (1/4 пенні), а з 1860 року бронзових монет.
З 1971 року у Великій Британії введена десяткова система, і пенні став дорівнювати 1/100 фунта.

## Мідні та бронзові пенси

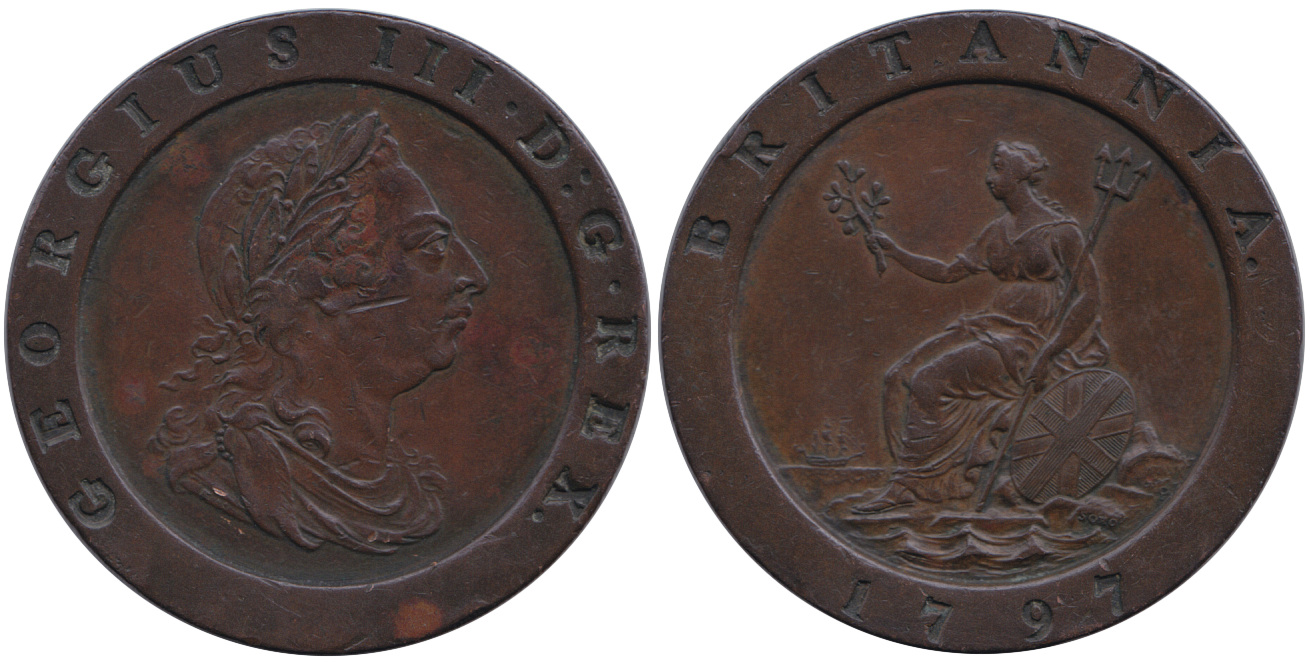
Два пенси, Георг III. Мідь, діаметр 40.9 мм, вага 56.47 г, 1797 рік.

У 1797 році був випущений перший мідний пенні (мідні фартинги і півпенні карбували з 1672 року).  Ця монета вийшла вагою в унцію (28,3 г) і 36 мм в діаметрі. На реверсі була зображена Британія, що сидить. У 1806-1808 роках випускали мідний пенні вагою 18,9 г і діаметром 34 мм. Наступні мідні пенні були випущені тільки у 1825 році, за років правління Георга IV. Пенні важив 18,8 г і мав діаметр 34 мм.
Пенні карбувалися тільки 3 роки (серія 1827 року призначався спеціально для Австралії). За правління Вільгельма IV (1830-1837) пенні також карбувався нерегулярно і тільки за королеви Вікторії (1837-1901) з 1839 року почалася постійне карбування пенні.
У 1860 році пенні стали робити з бронзи. Нова монета стала важити 9,4 г і мала 30,8 мм. З 1860 по 1970 роки параметри монети і зовнішній вигляд реверсу практично не змінювалися.

## Пенні після 1971 року
Після переходу Великої Британії на десяткову монетну систему в лютому 1971 року пенні став дорівнювати 1/100 фунта стерлінгів.
Карбувалися монети 1/2 (до 1984 року), 1, 2, 5, 10 і 50 пенсів; для відмінності від колишніх пенсів на них було написано NEW PENNY (NEW PENCE).
Як ювілейну карбували монету вартістю 25 пенсів (1972, 1977, 1980, 1981). З 1982 року а почали карбувати монету в 20 пенсів.
З 1982 року на монеті писали номінал (наприклад, ONE PENNY, TWO PENCE).
З 1992 року замість бронзових пенсів (1 і 2) почали карбувати пенси зі сталі з покриттям міддю,  щоб зберегти попередню вагу і діаметр монет, їх зробили товщими.